# Christina Finger
Christina Nicola Finger, geborene Greb, (* 15. Juli 1970 in Köln, alternativer Name: Niki Greb, Niki Finger) ist eine deutsche Schauspielerin.

## Leben
Finger absolvierte ihre Schauspielausbildung in der Schule des Theaters „Der Keller“ in Köln. Bekannt wurde sie durch die ZDF-Serie Küstenwache, in der sie von 1998 bis 1999 die Oberkommissarin Britta Larsen verkörperte. Ihr Kinodebüt gab Christina Finger 1999 in dem Film Der tote Taucher im Wald, in dem unter anderem auch Ingo Naujoks und Dieter Pfaff mitwirkten. Im Jahr 1999 war sie eine der Vorleserinnen der Lesereihe Readings – Neues aus dem Giftschrank. Ihre Wandlungsfähigkeit bewies sie 2003 in Das Kabinett unter der Regie von Daniel Schreiber. 2011 hat sie in dem Film Stilles Tal von Marcus Rosenmüller mitgewirkt.
Christina Finger ist seit 2010 mit Max Finger verheiratet und lebt in Berlin.

## Filmografie

### Fernsehen
- 1997: Die Feuerengel (13 Folgen)
- 1998: SK-Babies – Der letzte Kunde
- 1998: Alarm für Cobra 11 – Die Autobahnpolizei – Die Anhalterin
- 1998: Mobbing Girls – Delikate Tatsachen
- 1999: Im Namen des Gesetzes – Franziskas Geheimnis
- 1999: Alphateam – Die Lebensretter im OP – Der Bluthund
- 1998–1999: Küstenwache (15 Folgen)
- 2000: Liebestod
- 2001: Ich pfeif’ auf schöne Männer
- 2001: SK Kölsch – Krieg der Sterne
- 2001: Tatort – Unschuldig
- 2002: Lovers & Friends – Eigentlich lieben wir uns…
- 2002: Ein Fall für zwei – Penthouse mit Leiche
- 2002: Liebe ist ein Roman
- 2003: Club der Träume – Türkei, Marmaris
- 2003: SOKO 5113 – Ausgepowert
- 2004: SOKO Leipzig – Sein letztes Date
- 2004, 2020: SOKO Köln – Tod am Bau, Tango, Enthüllung (drei Folgen)
- 2004: Die Kommissarin – Der Mörder mit dem Schleifchen
- 2005: Wolffs Revier – Kunstschuss
- 2005: Das geheime Leben der Spielerfrauen (vier Folgen)
- 2006: Soko 5113 – Ein besseres Leben
- 2006: Unser Charly – Tiefe Wunden
- 2007: Der fremde Gast
- 2008: Der Kriminalist – Vertrauenssache
- 2008: 80 Minutes
- 2008: Mordshunger
- 2009: SOKO Wismar – Yachtsaison
- 2009: Löwenzahn – Pferde – Der rettende Sprung
- 2009: Eine für alle – Frauen können’s besser (sechs Folgen)
- 2011: Stilles Tal
- 2017: Marie Brand und der Liebesmord
- 2017: SOKO Wismar – Bittere Weihnachten[1]
- 2017: SOKO Stuttgart – Viel Liebe
- 2018–2019: Alles oder nichts (Fernsehserie)

### Kinofilme
- 2000: Der tote Taucher im Wald (Regie: Marcus O. Rosenmüller)
- 2003: Das Kabinett (Regie: Daniel Schreiber)